# غلين كوين
غلين كوين (بالإنجليزية: Glenn Quinn) هو ممثل أيرلندي، ولد في 28 مايو 1970 بدبلن في جمهورية أيرلندا، وتوفي في 3 ديسمبر 2002 في الولايات المتحدة بسبب جرعة زائدة.

## أعمال

### مسلسلات
- آنجل
- بيفرلي هيلز 90210
- روزان

## وصلات خارجية
- غلين كوين على موقع IMDb (الإنجليزية)
- غلين كوين على موقع ألو سيني (الفرنسية)
- غلين كوين على موقع أول موفي (الإنجليزية)
- غلين كوين على موقع قاعدة بيانات الأفلام السويدية (السويدية)
- غلين كوين على موقع إن إن دي بي (الإنجليزية)
- غلين كوين على موقع قاعدة بيانات الفيلم (الإنجليزية)
- غلين كوين على موقع كينوبويسك (الروسية)